# Monoculodes borealis
Monoculodes borealis är en kräftdjursart som beskrevs av Boeck 1871. Monoculodes borealis ingår i släktet Monoculodes och familjen Oedicerotidae. Inga underarter finns listade i Catalogue of Life.